# Staurodiscus neustona
Staurodiscus neustona is een hydroïdpoliep uit de familie Laodiceidae. De poliep komt uit het geslacht Staurodiscus. Staurodiscus neustona werd in 2007 voor het eerst wetenschappelijk beschreven door Xu, Huang & Guo. 